# Channaton
Channaton (hebr. חַנָּתֹן; angielsku Hannaton lub Hanaton) – kibuc położony w Samorządzie Regionu Emek Jizre’el, w Dystrykcie Północnym, w Izraelu. Członek Ruchu Kibuców.

## Położenie
Kibuc Channaton jest położony na wysokości od 170 do 205 metrów n.p.m. na wzgórzu stanowiącym zachodnią krawędź Doliny Bejt Netofa w Dolnej Galilei, na północy Izraela. Na wschód od kibucu znajduje się wzgórze Tel Channaton (196 m n.p.m.). Po stronie północno-wschodniej teren wznosi się ku wzgórzom Channaton (334 m n.p.m.) i Giw’at Michman (288 m n.p.m.). W jego otoczeniu znajdują się miasteczka Bir al-Maksur i Kefar Maneda, kibuc ha-Solelim, moszawy Cippori i Allon ha-Galil, wieś komunalna Hosza’aja oraz arabska wieś Rummat al-Hajb.
Channaton jest położony w Samorządzie Regionu Emek Jizre’el, w Poddystrykcie Jezreel, w Dystrykcie Północnym Izraela.

## Historia

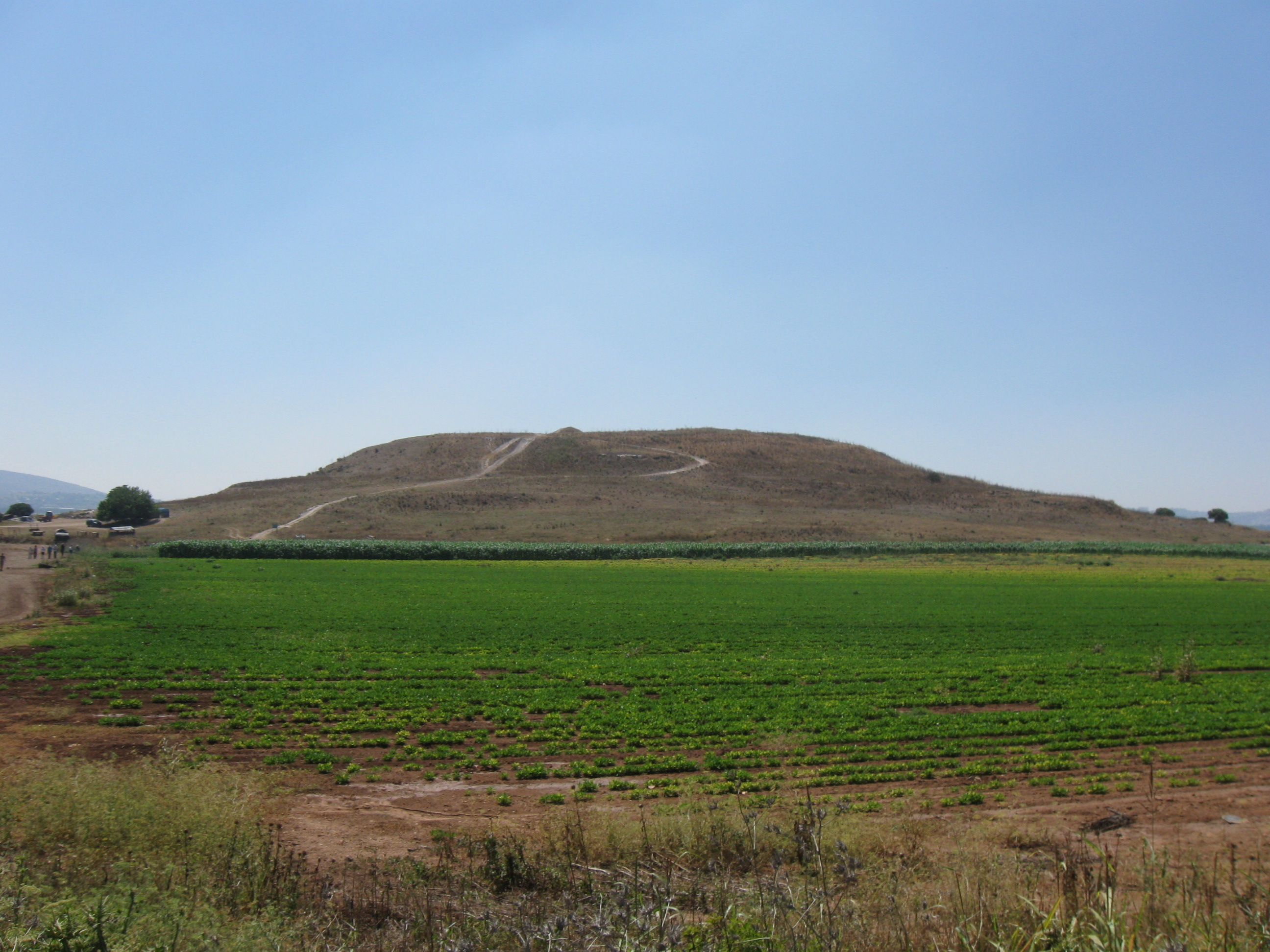
Tel Channaton

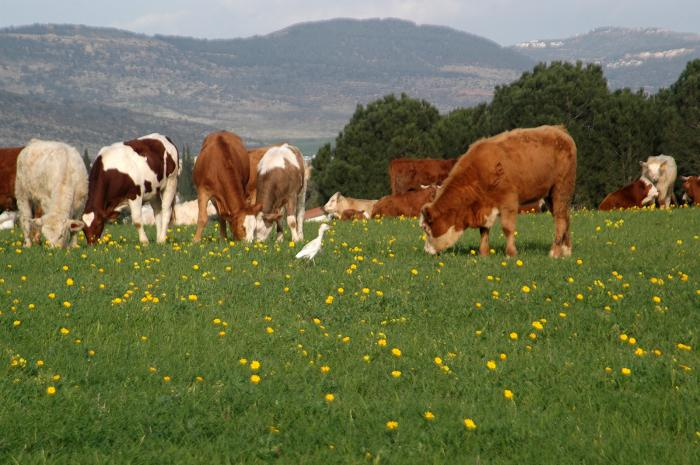
Hodowla bydła w kibucu Channaton

W 1980 roku grupa żydowskich studentów Jewish Theological Seminary w Nowym Jorku (USA), zainspirowana nurtem judaizmu reformowanego, postanowiła wyemigrować do Ziemi Izraela i założyć własną osadę dla członków judaizmu konserwatywnego. Poszukując wsparcia do realizacji swoich planów, nawiązali współpracę z konserwatywnym ruchem Masorti i rabinem Ehudem Bandelem. W dniu 1 września 1983 roku przyjechali do kibucu Kefar ha-Choresz, gdzie przeszli szkolenie. Grupę tworzyło 30 osób w wieku 18-19 lat, w tym kilka rodzin z małymi dziećmi. We wrześniu 1984 roku założyli oni swój własny kibuc. Aktywnie wspierały ich trzy żydowskie organizacje. Ruch Kibucowy przyczynił się do zakupu ziemi i wspierał rozwój gospodarczy nowej osady. Agencja Żydowska przekazała 40 mln $ na zakup środków produkcji i budowę domów. Natomiast ruch konserwatywnego judaizmu odpowiadał za osadników ze Stanów Zjednoczonych. Dołączyli do nich imigranci z Holandii, Kanady, Republiki Południowej Afryki, Ameryki Południowej oraz grupa młodych Izraelczyków. Plany rozwojowe zakładały, że kibuc będzie zamieszkany przez 120 rodzin utrzymujących się głównie z działalności rolniczej. Jednak w szczytowym momencie rozwoju, w 1987 roku był on zamieszkały zaledwie przez 50 osób. Liczba ta systematycznie malała, aż pod koniec 90. lat XX wieku pozostało tylko 5 rodzin (13 osób) i 45 pustych domów. Każda z tych rodzin gospodarowała na 260 akrach ziemi, a kibuc dodatkowo posiadał stodołę i kurnik. W świetle trudnej sytuacji demograficznej kibucu, Ruch Kibucowy zdecydował się w 1997 roku podjąć działania ratowania Channaton. W latach 2003–2004 do kibucu skierowano dwie grupy pionierów Nachal i jedną starszych członków ruchu Ha-Noar Ha-Oved Ve-ha-Lomed. Ogółem przyjechało 35 uczniów i wychowawców, którzy byli zatrudnieni w tutejszym gospodarstwie. Plan zakładał utworzenie eksperymentalnej społeczności edukacyjnej w regionie. Ten pilotowy ośrodek poszukiwał nowoczesnych metod łączenia pracy i nauki młodzieży w kibucu. Doszło jednak do konfliktu ze starymi mieszkańcami, którzy z powodów ideologicznych nie zaakceptowali nowych przybyszów. W dniu 9 lipca 2004 roku walne zgromadzenie kibucu odrzuciło wniosek o członkostwo 17 osób, które w rezultacie opuściły Channaton.
W 2006 roku kibuc znalazł się w głębokim kryzysie finansowym. Poszukując rozwiązania problemów powołano specjalistę ekonomii do zbadania stanu gospodarczego kibucu. W dniu 17 lipca 2006 roku opublikowano raport, który zalecał przyjęcie w ciągu roku większej liczby członków. Raport wskazywał, że pomiędzy członkami kibucu a grupą młodzieży utrzymuje się bardzo trudna sytuacja społeczna, która uniemożliwia współdziałanie w ramach jednego kibucu. W rezultacie kibuc posiadał zadłużenie w wysokości 20 mln ILS, które powiększało się z prędkością około 1 mln ILS rocznie. Głównym wierzycielem była Agencja Żydowska.  W świetle raportu zalecono powołanie likwidatora kibucu, który miał przygotować plan jego ratowania – został on powołany w październiku tego samego roku. W dniu 15 lipca 2008 roku członkowie kibucu zażądali od likwidatora wydania decyzji nakazującej grupie młodzieży opuszczenie kibucu. Dążono w ten sposób do odzyskania domów, które mogłyby zostać następnie wystawione na sprzedaż. Członkowie kibucu argumentowali, że grupa młodzieżowa pracuje wyłącznie w dziedzinie edukacji poza kibucem, nie płacąc przy tym czynszu i podatku za zajmowane nieruchomości. Na drodze długich negocjacji ustalono, że członkowie młodzieżowej grupy spróbują indywidualnie (nie grupowo) uzyskać członkostwo w kibucu, aby w ten sposób związać się ze społecznością i przyczynić się do odnowy Channaton. W wewnętrzne decyzje kibucu usiłował wówczas wtrącić się Ruch Kibucowy, co przyczyniło się jedynie do pogłębienia sporów. Ruch Kibucowy argumentował, że jest wielu kandydatów chętnych do przyłączenia się do kibucu, gotowych zapłacić znaczną sumę pieniędzy na spłatę zadłużenia i rozwój gospodarczy Channaton. Członkowie kibucu odmówili jednak przyjęcia członków grupy młodzieżowej. W rezultacie spór przeniósł się do sądów. Kolejne procesy sądowe przeciągały się aż do 11 października 2012 roku, kiedy to Sąd Najwyższy nakazał grupie młodzieżowej opuszczenie kibucu w ciągu 60 dni. W ten sposób dokończony został proces prywatyzacji Channaton.
Od marca 2011 roku rozpoczęto budowę nowych domów i przyjmowanie nowych członków.

### Nazwa
Nazwa kibucu pochodzi od starożytnego miasta Channaton, którego pozostałości można odnaleźć w ruinach na sąsiednim wzgórzu Tel Channaton.

## Demografia
Większość mieszkańców kibucu jest Żydami. Tutejsza populacja jest w większości religijna:

## Gospodarka i infrastruktura
Gospodarka kibucu opiera się na intensywnym rolnictwie, sadownictwie oraz hodowli bydła mlecznego i drobiu. W szklarniach uprawia się pomidory, a w sadzie – winorośl i grejpfruty. Jednak znaczna część mieszkańców pracuje poza kibucem, dojeżdżając do okolicznych stref przemysłowych. W kibucu znajduje się sklep wielobranżowy i warsztat mechaniczny. Na południe od osady położony jest zbiornik retencyjny Eszkol, wchodzący w skład krajowego systemu wodnego Mekorot, który doprowadza wodę z Jeziora Tyberiadzkiego na pustynię Negew. Otwarty kanał doprowadzający wodę do zbiornika retencyjnego ma długość 17 km, szerokość wynosi 19,4 metra, szerokość dna – 12 metrów i głębokość – 2,6 metra. Zbiornik retencyjny Eszkol składa się w rzeczywistości z dwóch oddzielnych zbiorników, w których woda jest oczyszczana i sprawdzana przed dalszym transportem.

## Transport
Z kibucu wyjeżdża się na południowy wschód na drogę nr 784, którą dojeżdża się do miejscowości Kefar Maneda lub (jadąc na południowy zachód) do skrzyżowania z drogą ekspresową nr 79 i drogą ekspresową nr 77.

## Edukacja i sport
Kibuc utrzymuje przedszkole. Starsze dzieci są dowożone do szkoły podstawowej we wsi Giwat Ela lub szkoły średniej w moszawie Nahalal. W kibucu znajduje się ośrodek kultury, basen kąpielowy, boisko do koszykówki i piłki nożnej oraz korty tenisowe. Funkcjonuje tutaj Centrum Edukacji Channaton, w którym są organizowane różnorodne szkolenia i warsztaty dla żydowskiej młodzieży z Ameryki Północnej. Przy centrum jest możliwość zakwaterowania i wyżywienia. Kibuc posiada też własną synagogę i mykwę.

## Turystyka
Największą tutejszą atrakcją turystyczną jest stanowisko archeologiczne na wzgórzu Tel Channaton. Rozciąga się z niego panorama na całą okolicę. W ofercie są także piesze wędrówki po sąsiednich wzgórzach, które w większości są zalesione. Na położonych na południu wzgórzach utworzono Rezerwat przyrody Ha-Solelim.